# عملية مسغاف عام
عملية مسغاف عام هي غارة بدأت في ليلة 7 أبريل 1980 نفذتها فرقة من خمسة فدائيين فلسطينيين ينتمون إلى منظمة جبهة التحرير العربية المدعومة من العراق، في كيبوتس من مسغاف عام شمال إسرائيل حيث أسر الفدائيون مجموعة من الأطفال الصغار والرضع في أماكن نوم الأطفال في الكيبوتس واحتجزوهم كرهائن. انتهى الحدث في اليوم التالي باستيلاء القوات الخاصة الإسرائيلية على معقل الفدائيين.
خلال العملية، قُتل ثلاثة إسرائيليين: طفل يبلغ من العمر عامين، وشخص يبلغ من العمر 38 عامًا، وجندي إسرائيلي، كما أصيب أربعة أطفال آخرين، وأحد أعضاء الكيبوتس، و11 جنديًا إسرائيليًا خلال الهجوم.

## تفاصيل العملية
خلال ليلة الاثنين 7 أبريل 1980، قامت مجموعة من 5 فلسطينيين ينتمون إلى منظمة جبهة التحرير العربية المدعومة من العراق، مسلحين ببنادق هجومية من طراز أيه كيه-47 وقنابل يدوية، بقطع السياج على الحدود بين إسرائيل ولبنان في حوالي الساعة 1:00 صباحًا، ثم عبر الفريق الحدود وتمكن من التسلل إلى كيبوتس مسغاف عام الواقع في شمال إسرائيل، وعند الوصول إلى مركز الكيبوتس وصل الفريق إلى أماكن نوم الأطفال دون أن يتم اكتشافه، حيث ينام الأطفال الذين تتراوح أعمارهم بين سنة واحدة وثلاث سنوات تحت إشراف بعض آبائهم
عند مدخل المهجع، التقى الفريق بسكرتير الكيبوتس سامي (صموئيل) شاني، الذي صادف وجوده في الموقع لإصلاح مصابيح المبنى، حاول سد المدخل بمفك براغي لكن المسلحين قتلوا بالرصاص، ثم دخلوا المبنى وقتلوا إيال غلوسكا البالغة من العمر عامين، واختطفوا طفلين من أسرة أطفالهم (أحدهم ابن سامي شاني البالغ من العمر شهرين)، ركض الفدائيون إلى الطابق الثاني مع الطفلين اللذين أخذوهما، حيث تحصنوا في وجود 5 أطفال صغار وطفل بالغ اسمه مئير بيرتس نائمين. تمكن أعضاء الكيبوتس من إنقاذ العديد من النساء والأطفال من المبنى أثناء العملية. في حوالي الساعة 02:30 صباحًا، حاصرت القوات الإسرائيلية المبنى السكني وبدأت في التفاوض مع المسلحين.

### عملية الاستيلاء
تم إجراء محاولتين للإنقاذ: الأولى نفذتها سايرت جولاني من لواء جولاني إلا أنها فشلت أثناء تلك المحاولة، قُتل الجندي والمسعف إلداد تسافرير  على يد الفدائيي، بقيت جثته ملقاة في مدخل المبنى ولم يكن أحد قادرًا على إخلائه. بعد أول محاولة إنقاذ، بدأ الفدائيون باستخدام مكبرات الصوت لإعلان مطالبهم بالفدية، وقرأوا أسماء الأسرى الذين يريدون الإفراج عنهم من السجون الإسرائيلية، وطالبوا بطائرة لنقلهم إلى خارج البلاد، وطلبوا أيضًا أن يشارك السفير الروماني في المفاوضات.
بعد مفاوضات مطولة، اقتحمت قوة خاصة من سايرت متكال في حوالي الساعة 10:00 من مساء يوم 8 أبريل بقيادة اللواء عوزي دايان المبنى من خلال عدة فتحات خلال هجوم استمر دقيقتين فقط. خلال هذا الهجوم، تمكن الجنود من القضاء على جميع الفدائيين وإطلاق سراح جميع الرهائن، وأصيب ستة جنود من من السايرت خلال عملية الاستيلاء. أثناء محاولة الإنقاذ، أطلق أحد الفدائيين النار على مئير بيرتس في ساقيه، بينما كان بيريتز مقيدًا على الأرض، وفجر نفسه باستخدام قنبلة يدوية .

### القتلى
المدنيين الإسرائيليين
- إيال غلوسكا، عامان، من مسغاف عام [6]
- سامي (صموئيل) شاني، 36 عامًا، من مسغاف عام [4]

الجنود الإسرائيليين
- الرقيب. إلداد تسافرير، 19 عامًا، من تل أبيب [5]

## الفدائيون
أعلنت جبهة التحرير العربية مسئوليتها عن الهجوم في إعلان في بيروت، وذكرت أن العملية نفذت بهدف إطلاق سراح 50 فلسطينياً من السجون الإسرائيلية.

## الانتقام الإسرائيلي
وفي أعقاب الهجوم، نفذت إسرائيل عملية الجهد العالي (מבצע מתח גבוה) في 17 أبريل 1980 والتي داهمت القوات الخاصة الإسرائيلية المحمولة بحرًا ودمرت قاعدة رأس الشيخ للمقاومة الفلسطينية في جنوب لبنان (20 كيلومترا إلى الشمال من صور وحوالي 40 كيلومترا إلى الشمال من الحدود الإسرائيلية). صرح متحدث باسم الجيش الإسرائيلي أن القاعدة كانت تستخدم كمركز إمداد وقاعدة انطلاق للغارات على إسرائيل، وقتل ستة مقاتلين خلال العملية.

## وصلات خارجية
- فلسطينيون يحتجزون الرهائن في إسرائيل - نُشر في صحيفة نيويورك تايمز في 7 أبريل 1980
- هاجمت الحضانة في كيبودس بإسرائيل - التي نشرت في بيفر كونتري تايمز في 7 أبريل 1980
- غارة على مستوطنة بإسرائيل نسخة محفوظة 31 يناير 2013 at Archive.is - نشرت في شيكاغو تريبيون في 7 أبريل 1980
- الإسرائيليون يقتحمون الأطفال، اقتلوا الفلسطينيين - نشر في سبنسر ديلي ريبورتر في 7 أبريل 1980